# هرتسوغنرات
هرزوغنراس (بالألمانية: Herzogenrath) هي مدينة و بلدة ألمانية تقع في ألمانيا في آخن.  يقدر عدد سكانها بـ 47,199 نسمة .

## المدن التوأمة
مدن بيستريتسا، Plérin و كيركراده هي مدن توأمة لـهرزوغنراس.

## معرض صور

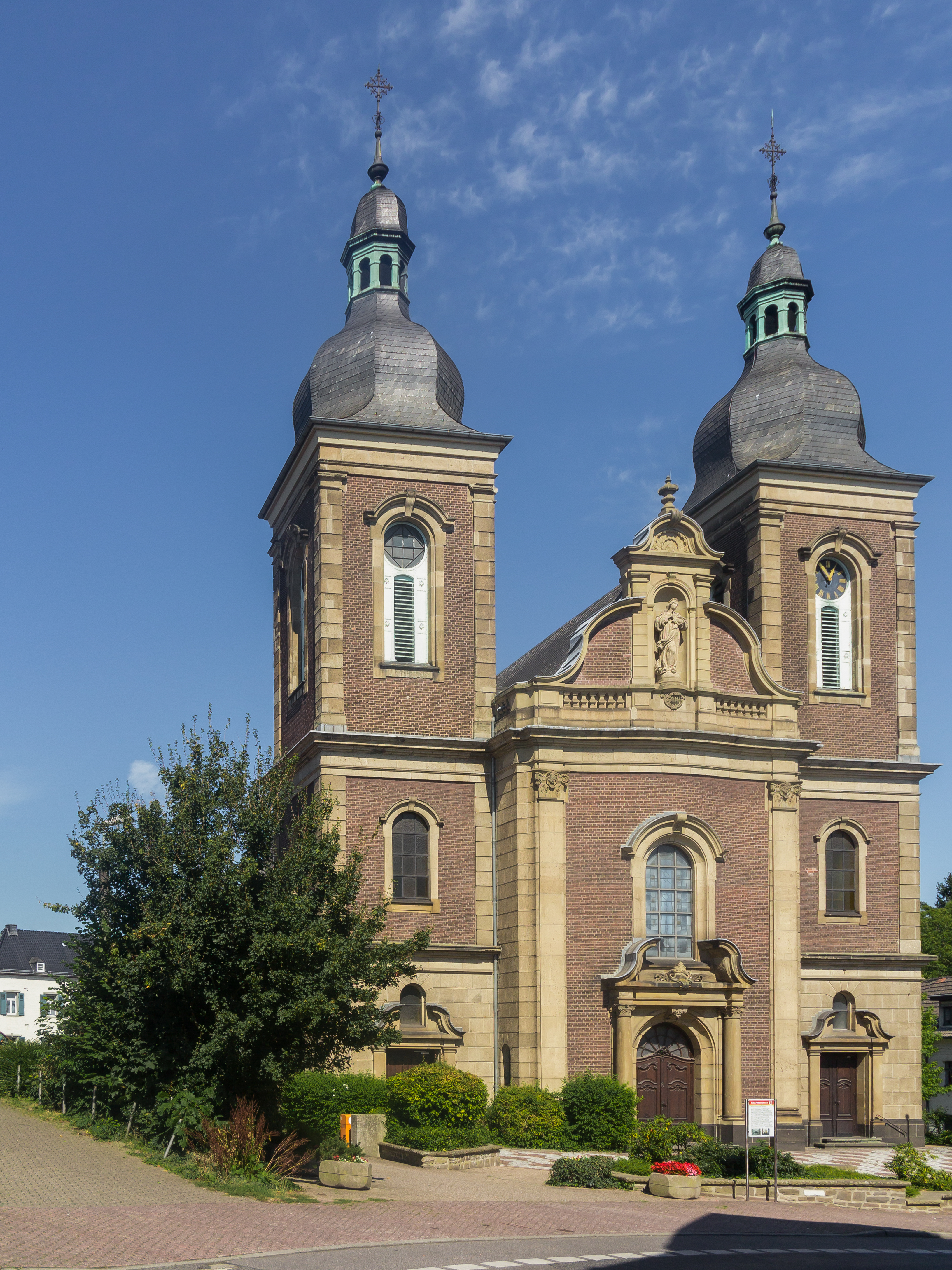
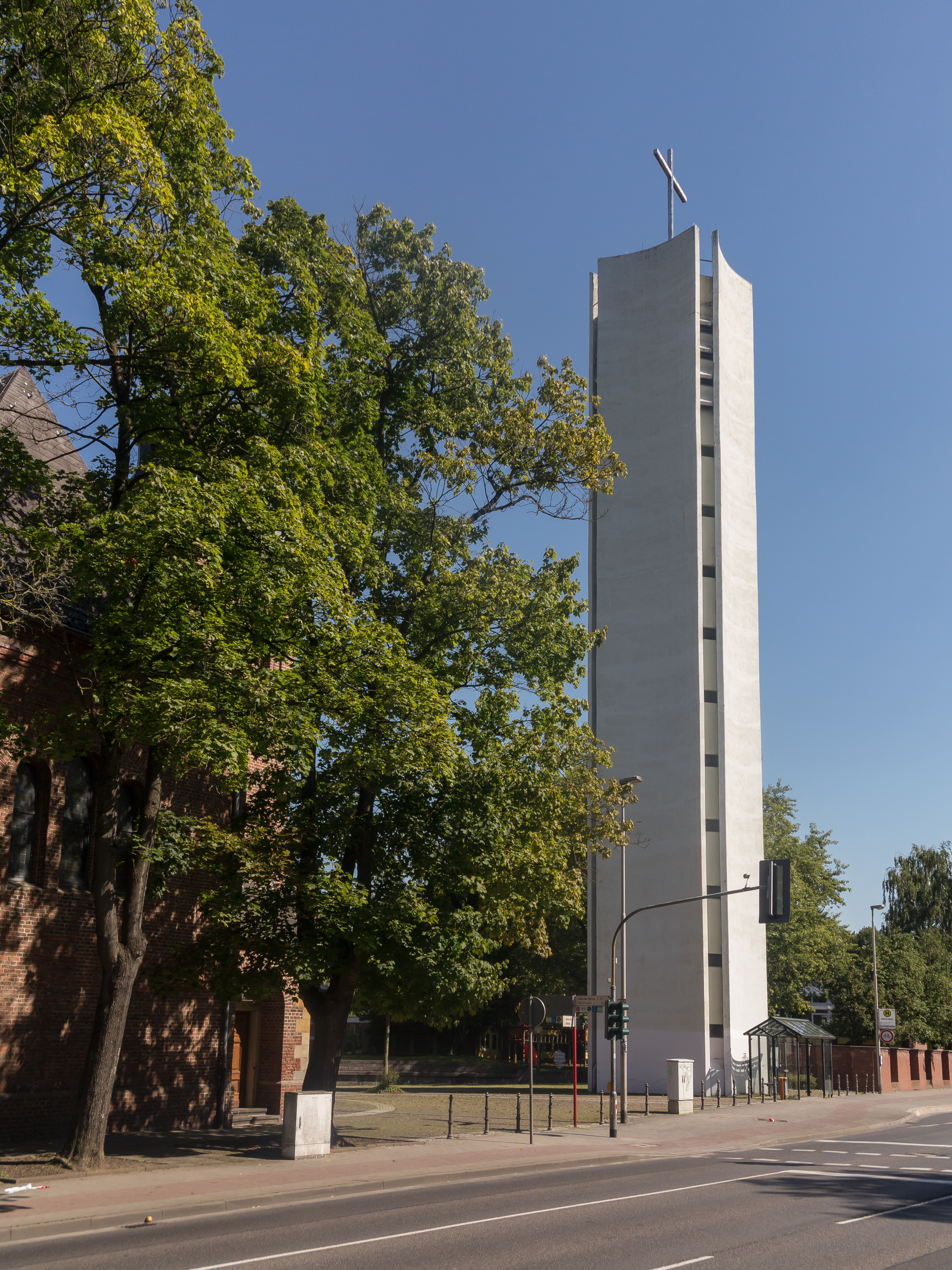
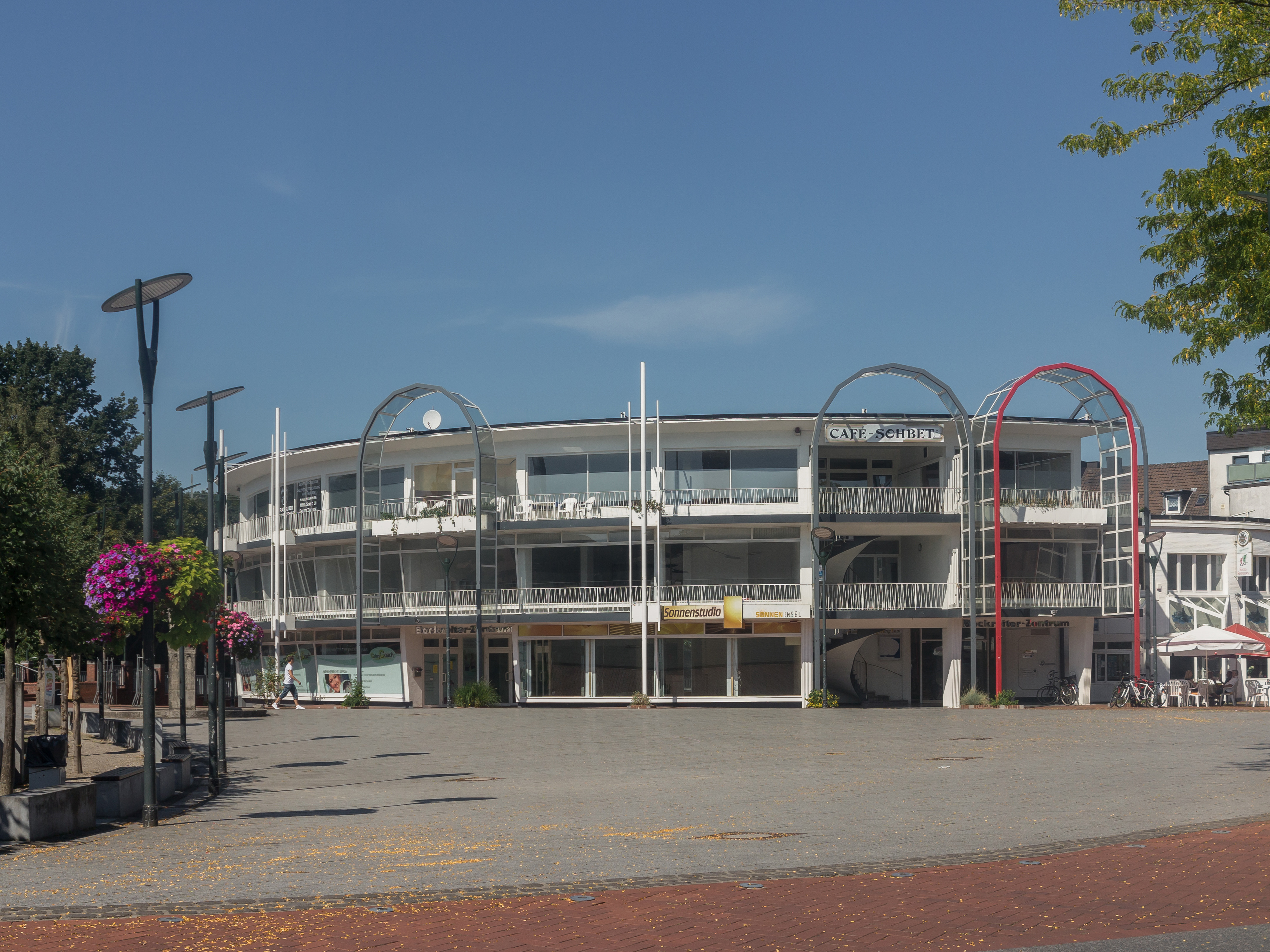
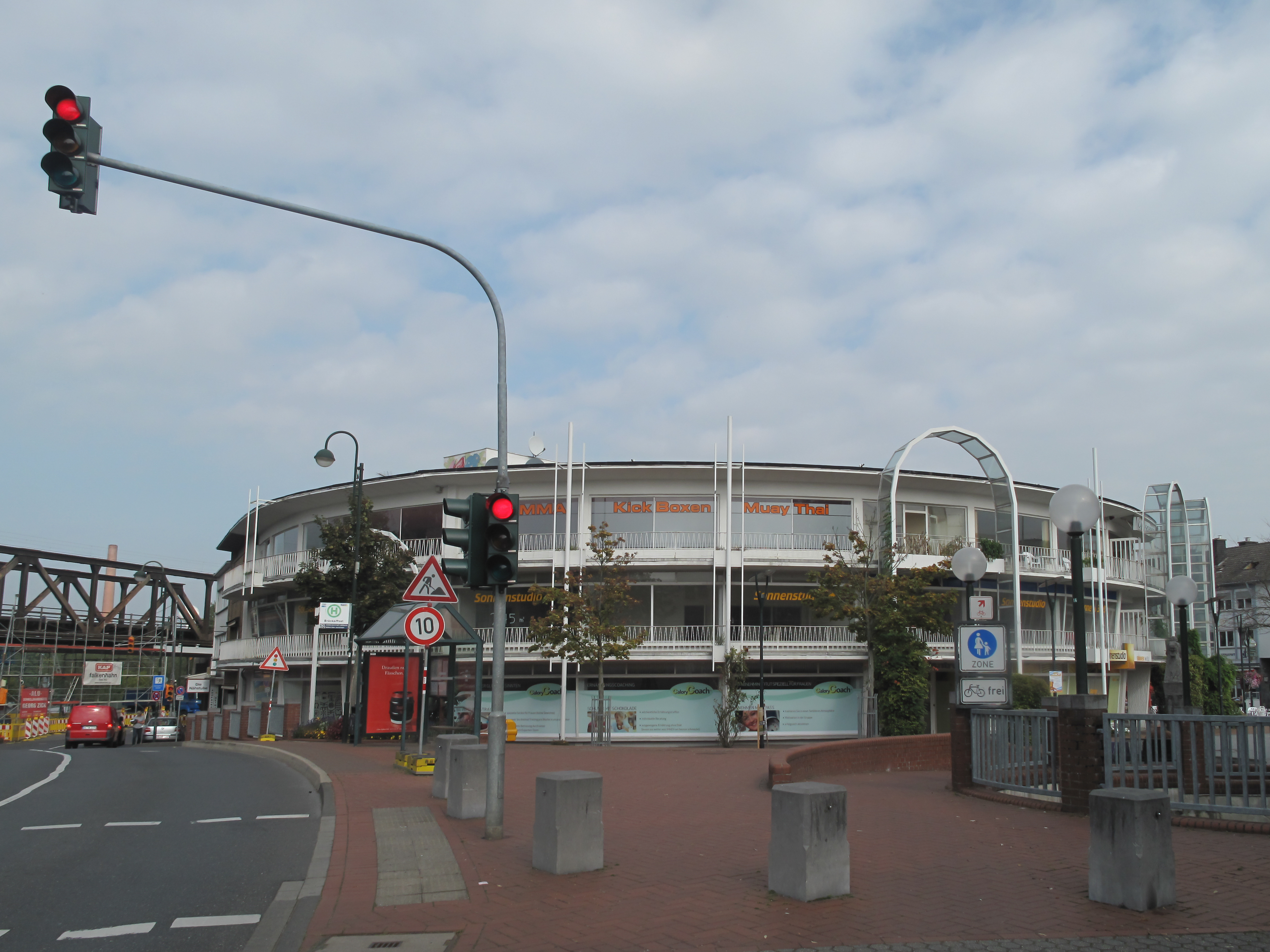
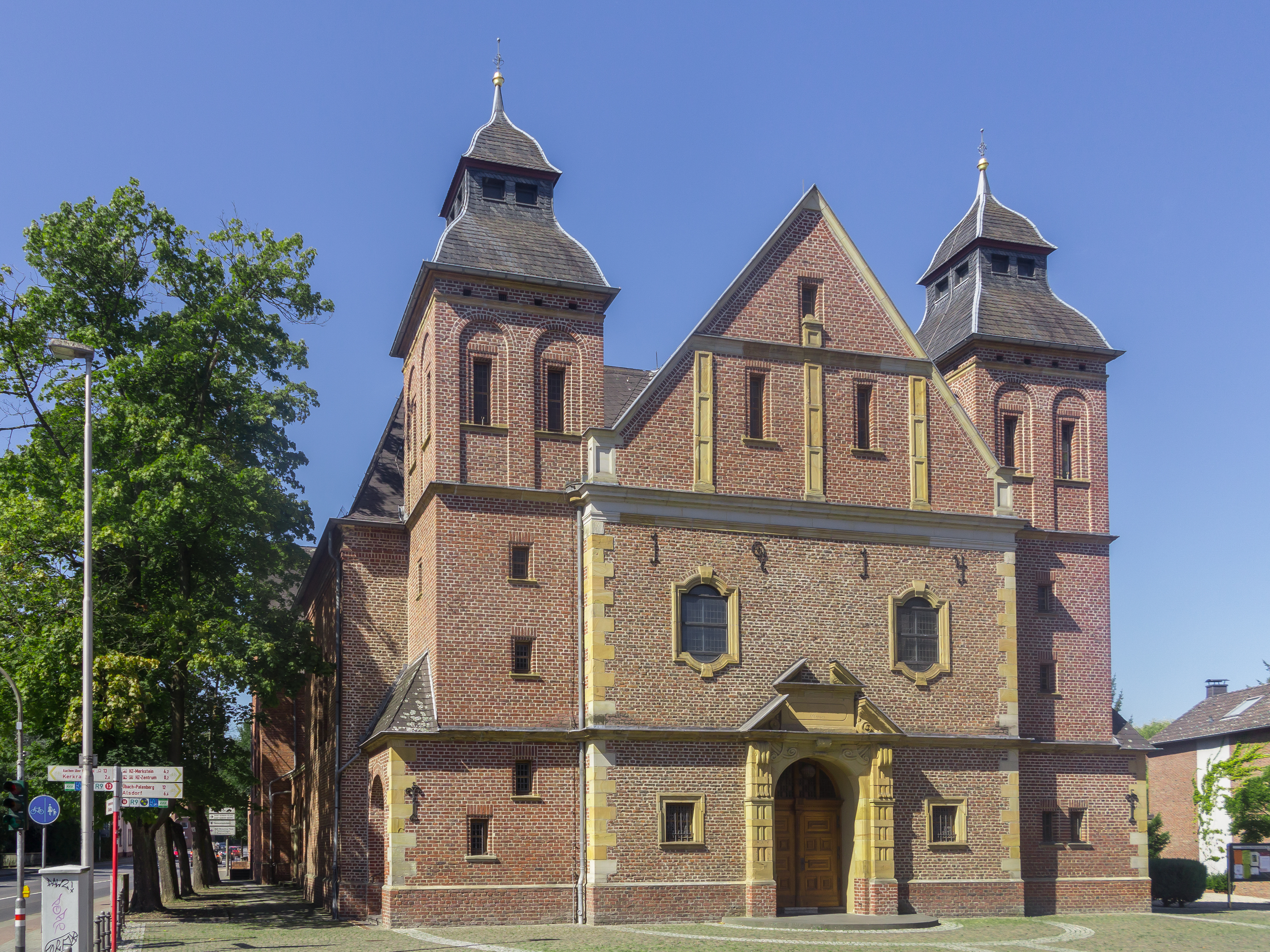